# Alsodes gargola
Alsodes gargola és una espècie de granota que viu a l'Argentina i, possiblement també, a Xile.